# 中尾智
中尾 智（なかお さとし、1986年12月24日 - ）は、日本の男性声優。シンガポール出生、埼玉県鶴ヶ島市出身。

## 略歴
劇団青年座実習科卒業後、IAMエージェンシー所属。その後、オフィスPACに移籍。
2025年3月31日、同日付でオフィスPACが事業停止したことに伴い、翌4月1日付でフリー転向。

## 人物
趣味にはラーメン屋めぐり、特技にはスッポンをさばくことをそれぞれ挙げている。

## 出演
太字はメインキャラクター。

### テレビアニメ
2014年
- 未確認で進行形（男子生徒）
- 普通の女子校生が【ろこどる】やってみた。

2015年
- 城下町のダンデライオン（福品創）
- ルパン三世 PART IV（2015年 - 2016年、報道陣C、リッキー）

2016年
- ユーリ!!! on ICE（地元の人A、大西悠人、タイのアナウンサー）

2017年
- ロクでなし魔術講師と禁忌教典（アース＝カメンター）
- 将国のアルタイル（市民）
- 牙狼〈GARO〉-VANISHING LINE-（2017年 - 2018年、客B、宿泊客、アバターA、男性B）

2018年
- ルパン三世 PART5（学生B、一郎、客、一般男性B）
- 寄宿学校のジュリエット（男子生徒）

2019年
- 妖怪ウォッチ シャドウサイド（イケメン）
- この世の果てで恋を唄う少女YU-NO
- ファンタシースターオンライン2 エピソード・オラクル（2019年 - 2020年、アークス）

2021年
- すばらしきこのせかい The Animation（参加者A、汎用死神A）
- 名探偵コナン（米花商店街組合員）
- ルパン三世 PART6（ダネイ）
- サクガン（ポリスB）

2022年
- 平家物語（平家の兵2、平家の兵）
- 幻想三國誌 -天元霊心記-（信者・男）
- かぎなど（観客）
- 永久少年 Eternal Boys（カメラマン）

2024年
- 夜のクラゲは泳げない（合成音声）
- 烏は主を選ばない（山内衆）
- ガールズバンドクライ（観客）
- ばいばい、アース（2024年 - 2025年、剣士） - 2シリーズ

2025年
- 魔法使いの約束（兵士）
- 謎解きはディナーのあとで（北口レッド）

### 劇場アニメ
- 新劇場版 頭文字D Legend3 -夢現-（2016年）
- メアリと魔女の花（2017年）

### Webアニメ
- HERO MASK（2018年）
- 無限の住人-IMMORTAL-（2020年、金次郎）

### ゲーム
- グランブルーファンタジー（2014年）[14]
- ドラゴンクエストXI 過ぎ去りし時を求めて（2017年）
- ライフ イズ ストレンジ ビフォア ザ ストーム（2018年、エリオット・ハンプデン）
- キングダム ハーツIII（2019年）
- ファイナルファンタジーVII リメイク（2020年）

### 吹き替え

#### 映画
- 愛すべき夫妻の秘密
- アンカット・ダイヤモンド
- イミテーション・ゲーム/エニグマと天才数学者の秘密（クリストファー・モーコム〈ジャック・バノン（英語版）〉）
- ウォンカとチョコレート工場のはじまり（オレンジ髪の男性〈マイケル・アブバカル〉[15]）
- ガガーリン 世界を変えた108分（ユーリイ・ガガーリン〈ヤロスラフ・ジャルニン（ロシア語版）〉）
- クラウズ 雲の彼方へ（サム）
- クルエラ[16]
- ゲームオーバー!（アラン〈ロー・ハートランプフ〉、色男、細身の警備員）
- ゴースト・イン・ザ・シェル（チンピラ男性[17]）
- ゴーストライダー2
- 最初に父が殺された
- シェイクスピアの庭（ジョン・ホール〈ハドリー・フレイザー〉）
- ジングル・ジャングル 〜魔法のクリスマスギフト〜
- スター・ウォーズシリーズ
  - スター・ウォーズ/最後のジェダイ
  - スター・ウォーズ/スカイウォーカーの夜明け
  - ローグ・ワン/スター・ウォーズ・ストーリー
- TAXi ダイヤモンド・ミッション（ラルビ[18]）
- ダンジョンズ&ドラゴンズ/アウトローたちの誇り[19]
- トップガン マーヴェリック（フリッツ〈マニー・ジャシント〉[20]）
- ドリアン・グレイ（ドリアン・グレイ〈ベン・バーンズ〉[21]）
- 名もなき塀の中の王（エリック・ラブ〈ジャック・オコンネル〉）
- ブルー きみは大丈夫[22]
- ベルファスト71（ゲイリー・フック〈ジャック・オコンネル〉）
- マーベル・シネマティック・ユニバース
  - シャン・チー/テン・リングスの伝説（叫ぶ男[23]）
  - スパイダーマン:ノー・ウェイ・ホーム[24]
  - マーベルズ（戦うクリー兵1[25]）
- ミーン・ガールズ2
- ミッドウェイ（ウエスト〈ジェイク・マンリー〉[26]）
- ミュータント・タートルズ（2014年版）（警官1[27]）
- ライ麦畑で出会ったら

#### ドラマ
- アメリカを荒らす者たち（英語版）（スペンサー・ディアス〈エドゥアルド・フランコ〉）
- 今、私たちの学校は…（ウシン、ホチョル）
- AJ&クイーン（ケビン）
- NCIS: ニューオーリンズ（アームストロング）
- クリプトン（アダム・ストレンジ〈ショーン・サイポス〉）
- クリミナル・マインド FBI行動分析課 シーズン11（ウィル）
- ジャッカルの日
- スタートレック:ストレンジ・ニュー・ワールド
- スタートレック:ピカード
- スタン・リーのラッキーマン（リッチ・クレイトン〈ステファン・ハゲン（英語版）〉）
- ダッシュ&リリー（エドガー〈グレン・マックエン（英語版）〉）
- THIS IS US/ディス・イズ・アス
- TRUE DETECTIVE/迷宮捜査（ダン・オブライエン〈マイケル・グラジアデイ（英語版）〉）
- ハンニバル
- BELOW THE SURFACE 深層の8日間
- フォーガットン・アーミー
- プリーチャー
- 弁護士ビリー・マクブライド
- マーベル・シネマティック・ユニバース
  - エージェント・オブ・シールド
  - ワンダヴィジョン
  - ファルコン&ウィンター・ソルジャー
- メシア（入局希望者）
- メリーハッピーとんでもホリデー（アラン 他）
- リバーデイル（チック、スウィートピー 他）
- S.W.A.T.（シーズン2 第14話 他）

#### アニメ
- ザ・シンプソンズ（ドルフ・スタービーム〈2代目〉）
- シュガー・ラッシュ:オンライン（ジミー[28]）
- ハロー、ニンジャ!（パパ）
- マペット・ベビー（カルロス）

### ボイスオーバー
- アメリカお宝鑑定団ポーンスターズ
- アラスカの恐怖「魔の三角地帯」（リック）
- 5ファースト・デート
- ブラジル -消えゆく民主主義-

### ナレーション
- Calm - 瞑想・安眠・リラクゼーション スリープストーリー 「ヌールラン鉄道の夜行列車」
- ザ・ヒルクライマーズ 〜坂バカたちのトークセッション〜
- 友近・礼二の妄想トレイン

### オーディオブック
- ひとりの時間が僕を救う

### シリーズ一覧
1. ↑  第1シーズン（2024年）、第2シーズン（2025年）